# اتانگ (بوتان)
اتانگ (به لاتین: Athang) یک منطقهٔ مسکونی در بوتان (کشور) است که در Wangdue Phodrang District واقع شده‌است.